# Eucalyptus torquata
Eucalyptus torquata är en myrtenväxtart som beskrevs av Luehm.. Eucalyptus torquata ingår i släktet Eucalyptus och familjen myrtenväxter. Inga underarter finns listade i Catalogue of Life.

## Bildgalleri

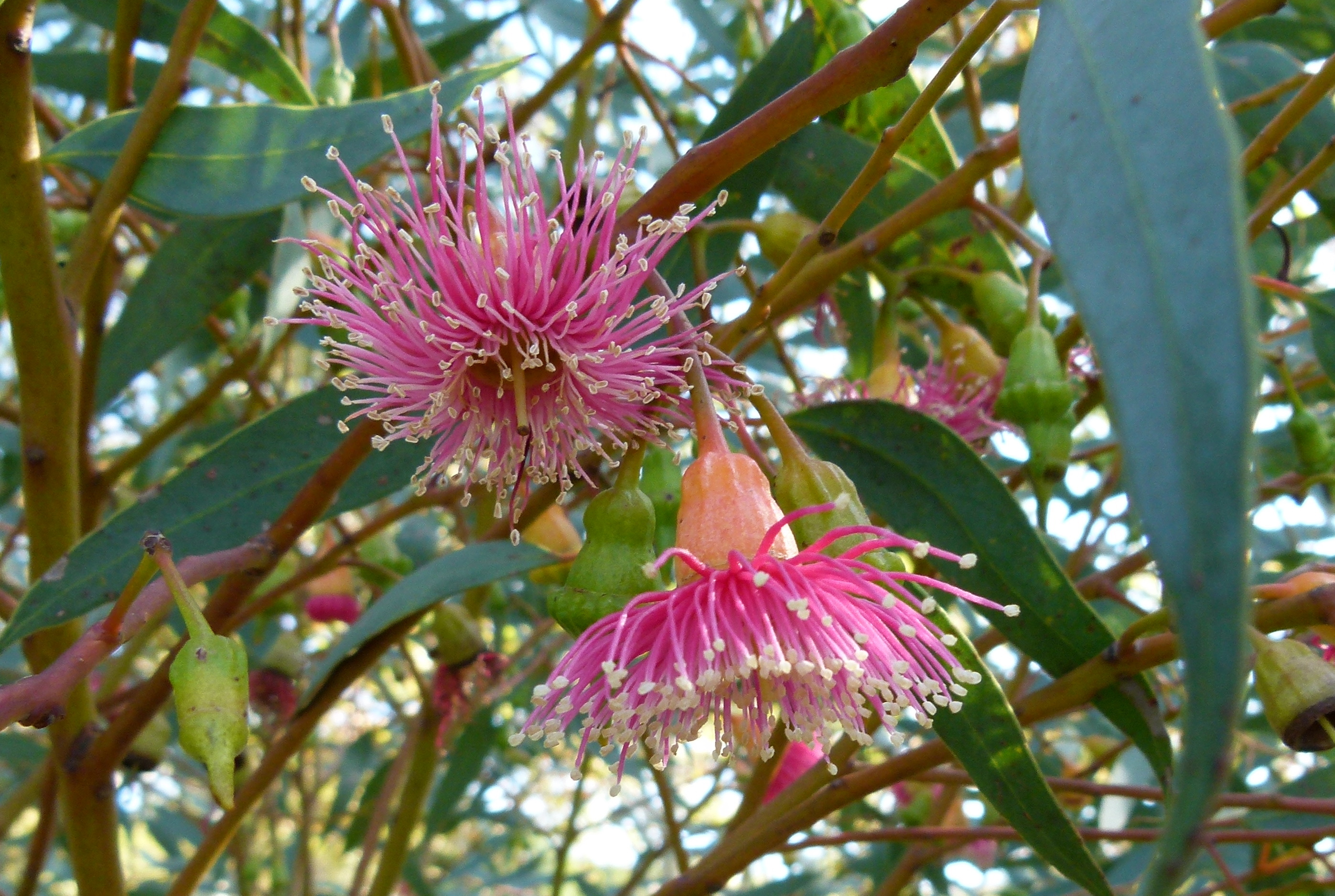
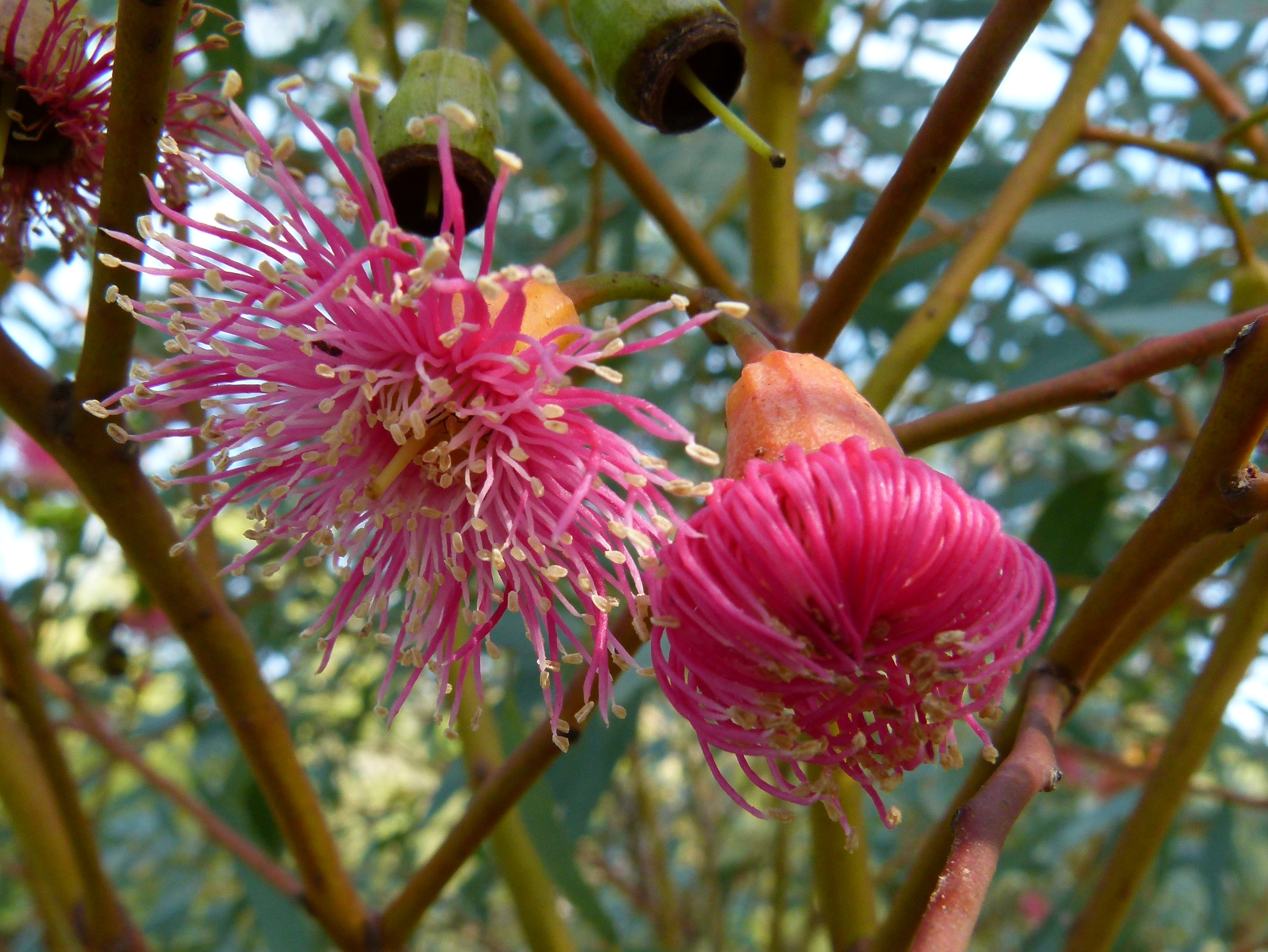
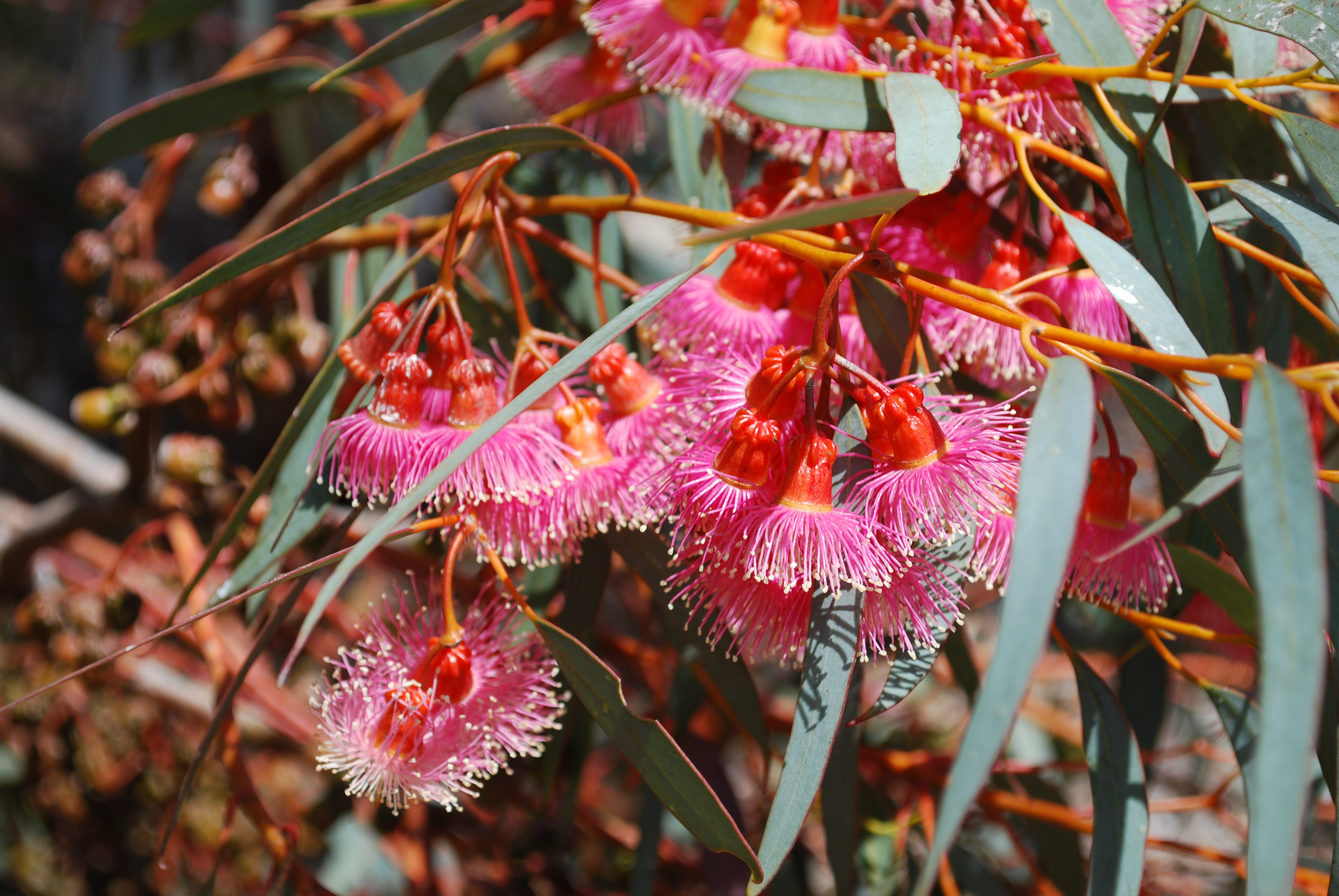
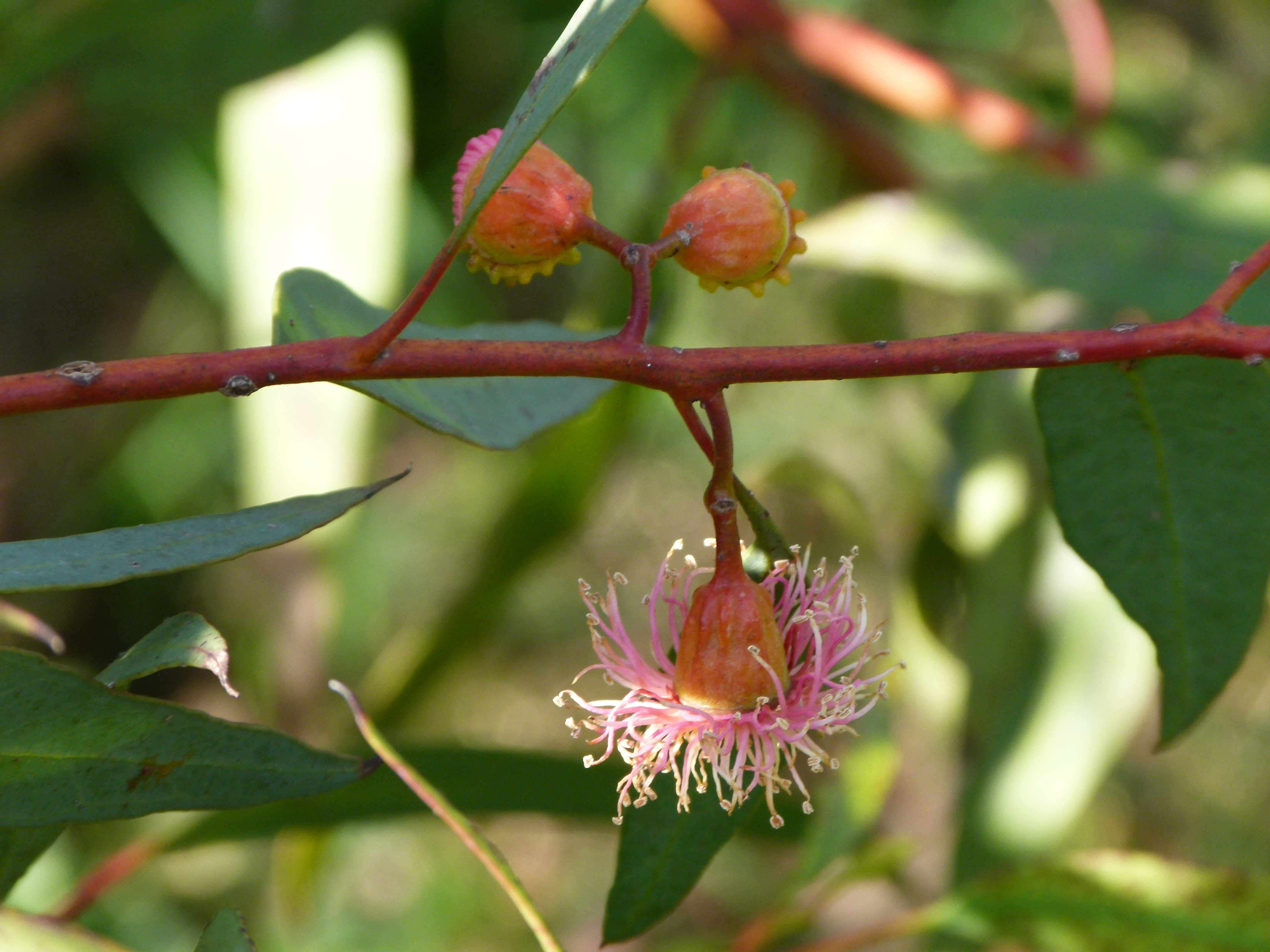
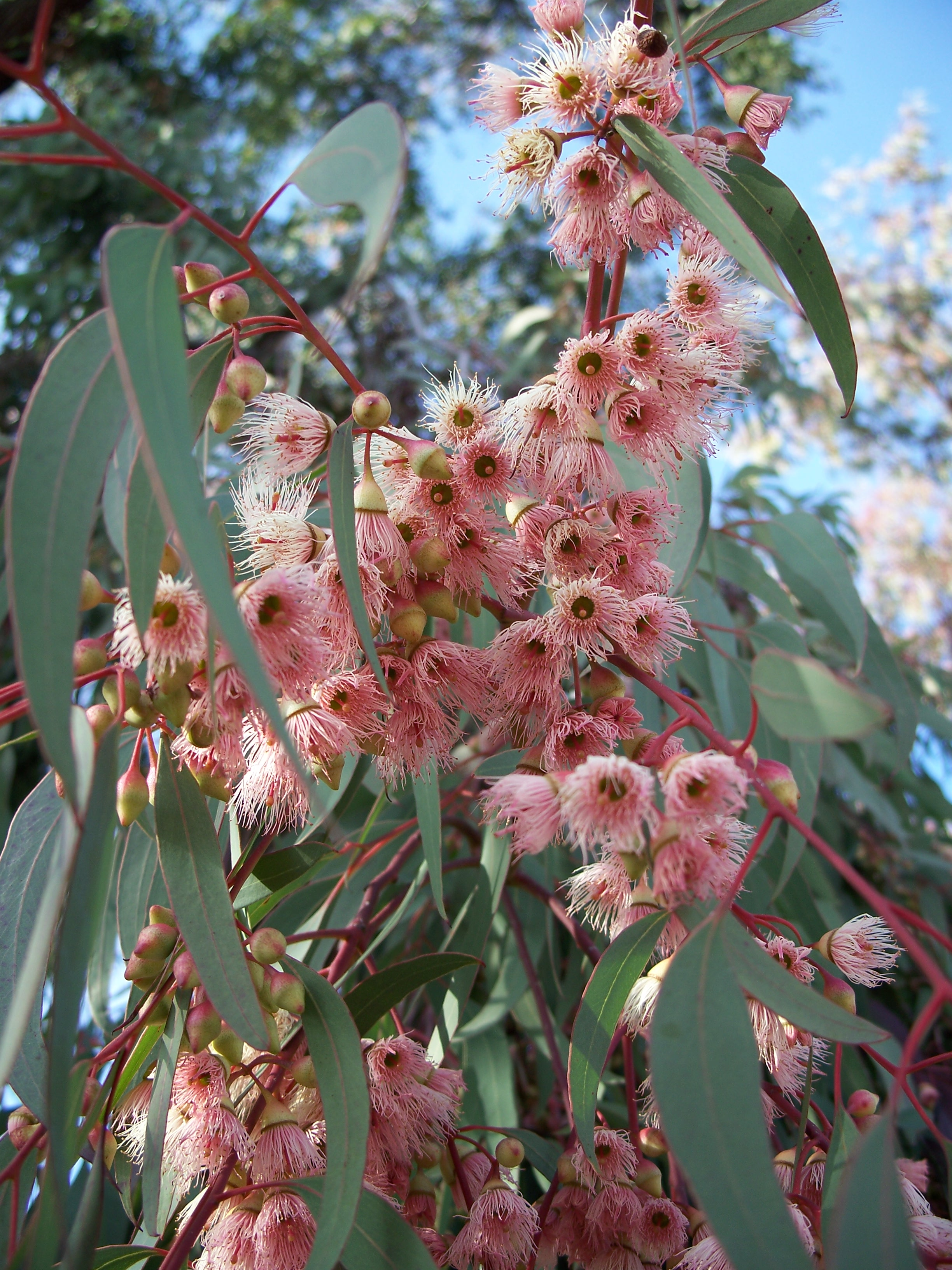
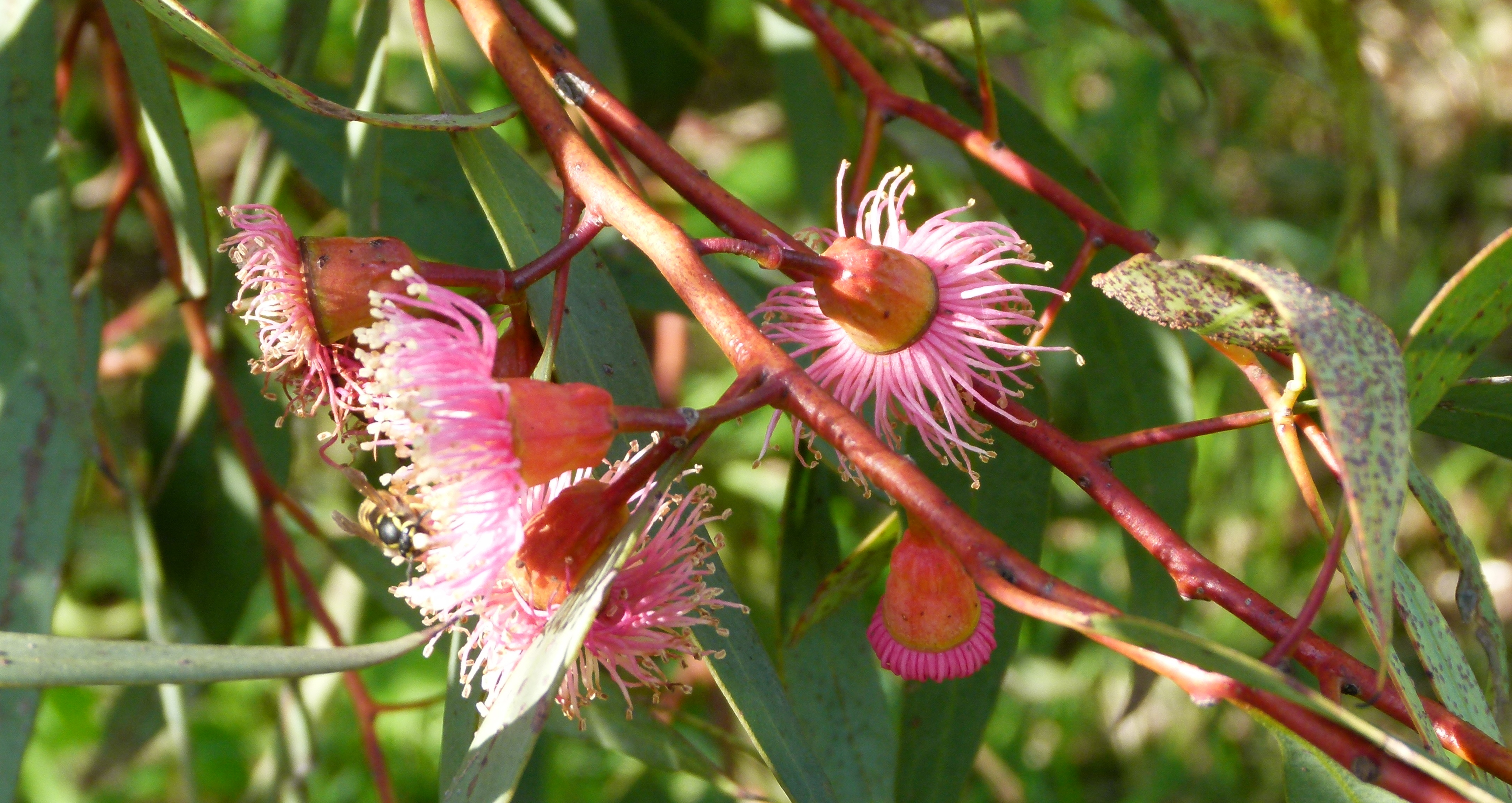